# 福增
福增（？—？），清朝政治人物。
福增曾于接替明春任龙岩州知州一职，咸丰九年由董基升接任。